# Sympleurotis
Sympleurotis is een kevergeslacht uit de familie van de boktorren (Cerambycidae). De wetenschappelijke naam van het geslacht werd voor het eerst geldig gepubliceerd in 1881 door Bates.

## Soorten
Sympleurotis omvat de volgende soorten:
- Sympleurotis albofasciatus Júlio & Monné, 2005
- Sympleurotis armatus Gahan, 1892
- Sympleurotis rudis Bates, 1881
- Sympleurotis wappesi Júlio & Monné, 2005